# 굴부딘 이슬람당
굴부딘 이슬람당(حزب اسلامی گلبدین 헤즈비 이슬라미 굴부딘; HIG)는 아프가니스탄의 옛 무장단체이자 정당으로, 군벌 굴부딘 헤크마티아르의 사당(私黨)이다.
1975년 아프가니스탄 이슬람당(헤즈비 이슬라미)라는 단체가 굴부딘 헤크마티아르에 의해 창립되었고, 이 단체가 나중에 HIG의 지도부가 된다. 다른 단체는 모하마드 유누스 칼리스가 이끄는 분파로, 이들은 헤크마티아르로부터 독립해 1979년 그들만의 이슬람당을 설립했다. 이 칼리스 이슬람당은 낭가하르에 본부를 두고 있었다. 1979년 소련 침공 당시 굴부딘 이슬람당은 아프가니스탄 무자히딘 이슬람 통일당의 일원이 되었다.
아프가니스탄-소련 전쟁 당시 파키스탄 정보국으로부터 무기를 수입한 HIG는 1990년대 중반 탈레반의 등장으로 정계에서 한동안 침묵을 유지하고 있었다. 그러나 2000년대 후반, 미국이 이끄는 동맹군의 공격 이후 이들은 수많은 테러를 비롯한 공격을 자행했고 하미드 카르자이 행정부에 맞서 탈레반과 연합했다. 아프가니스탄 전쟁에서 이들의 병력은 때때로 수천 명에 이른다고 보고되기도 했다.

## 같이 보기
- 이슬람 민주주의 정당 목록